# The Vest (Homeland)
"The Vest" es el undécimo episodio de la primera temporada de la serie de televisión de thriller psicológico Homeland. Se emitió el 11 de diciembre de 2011, en Showtime. El episodio fue escrito por Meredith Stiehm y Chip Johannessen, y dirigido por Clark Johnson.
Brody lleva a su familia de viaje a Gettysburg. Las secuelas de la explosión encuentran a Carrie experimentando un episodio maníaco.

## Argumento
Carrie sale del hospital después de haber estado algunos días a consecuencia de la explosión que acabó con la vida de Al-Zahrani. Saul ha estado velando por su salud, sin embargo, al notar sus constantes cambios de humor habla con la hermana de Carrie, quien le confiesa que ella es víctima de un trastorno de bipolaridad y que ella no había querido confesarlo por temor a perder su trabajo. Saul accede a guardar el secreto y a cuidarla durante las noches mientras ella se recupera. 
En otro corte de cámara, se observa a una persona cortar tela y empaparla de pegamento junto con balines de acero. Luego le pone explosivos y cose las telas, haciendo un chaleco explosivo.
Al salir del hospital, Carrie tiene un ataque sicótico y abandona el auto en movimiento de su hermana, corriendo hacia un parque en donde hay un pequeño sembradío. Ahí tiene una visión acerca del modus operando de Abu Nazir y empieza a colorear diferentes documentos en varios colores.
Mientras tanto, Brody inicia con su familia un viaje a Gettysburg. Al estar en el campo de la batalla le cuenta a su hijo Chris lo ocurrido en ese sitio durante la Guerra de Secesión. Todo el viaje es grabado por Dana, su hija mayor, con una pequeña cámara de video. Luego llegan a un restaurante, donde Brody se excusa diciendo que no lleva cepillo de dientes y que irá a comprar uno. En lugar de entrar directamente a la farmacia, Brody entra a una sastrería, donde se dirige en árabe con el sastre, quien le entrega un chaleco explosivo. Brody se lo mide mientras el sastre le explica el procedimiento para detonarlo. Brody sale de la sastrería con un paquete que guarda en la cajuela de su camioneta, sin embargo es observado por Dana, quien le pregunta por el contenido del paquete, a lo que Brody dice que es un regalo para su esposa.
En el restaurante, Brody es abordado por los lugareños que lo reconocen como el héroe de guerra de la televisión. Mientras que él afirma que no es un héroe, los lugareños le muestran su apoyo y deseos de votar por él si se presenta a elecciones. Durante la noche Brody trata de hablar con su hijo explicándole porqué le hizo tantas preguntas en Gettysburg, al final le dice que siempre debe luchar por lo que cree.
Mientras tanto, Saul platica con Carrie, que ha sido sedada. Ella le dice antes de caer dormida que ha habido diferentes etapas en los ataques de Abu Nazir, las cuales ella ha identificado por colores, verde, amarillo, azul y púrpura, luego cae profundamente dormida. Saul se dirige a la sala de estar de Carrie, donde empieza a acomodar los papeles de acuerdo a los colores indicados por Carrie. Trabaja toda la noche hasta que a la mañana siguiente Carrie se da cuenta de que Saul ha entendido lo que ella desea explicar, entonces Saul le dice que pondrá equipos a investigar las pistas de Carrie.
Brody se prepara para regresar con su familia a su hogar. Mientras está cargando las maletas a la camioneta, Dana trata de espiar el contenido del paquete que Brody guardó en el compartimiento de la rueda de refacción, el cual es supuestamente un regalo para su esposa. En ese momento es sorprendida por Brody quien le prohíbe ver el contenido del paquete.
De regreso a su casa la hija de Brody es recibida por su novio, cosa que molesta a Brody. Mientras están desempacando, Dana y su novio empiezan a ver el video del viaje, mientras que ella le comenta que su padre estuvo muy raro en el viaje. Analizan un video de Gettysburg donde se observa que Brody todo el tiempo estuvo en la misma posición, sin moverse, cosa que les llama la atención.
Brody recibe una llamada de Carrie quien le dice que ha encontrado nuevas pruebas y le solicita que se vean, ya que Brody estuvo con Abu Nazir y puede aclarar algunas partes. Brody accede a verla ese mismo día. Carrie se encuentra arreglándose en su casa, acompañada de su padre y hermana cuando tocan a la puerta. Pensando que se trata de Brody abre, para darse cuenta de que en realidad es David Estes, quien le dice que Brody le llamó y le platicó de la aventura extramarital que tuvo con ella y de la vigilancia ilegal de que fue objeto. Estes ordena a sus agentes que recojan todas las cosas de Carrie, junto con el mural que Saul armó la noche anterior y le dice que estará sujeta a juicio.
Carrie cae en un estado de inestabilidad mental mientras los agentes se llevan sus cosas.

## Producción
La productora consultora Meredith Stiehm y el coproductor ejecutivo Chip Johannessen coescribieron el episodio, fue el segundo crédito de escritura de Stiehm para la serie y el tercer crédito de Johannessen. Fue dirigida por Clark Johnson, su segundo crédito como director de la serie.
El comportamiento de Carrie Mathison durante su episodio maníaco se basó en parte en las experiencias personales de la hermana de la escritora Meredith Stiehm, Jamie Stiehm, que es bipolar.

## Recepción

### Audiencia
La emisión original tuvo 1.32 millones de espectadores, lo que supone un incremento de 100.000 respecto a la semana anterior.

### Crítica
La crítica fue unánime en su aclamación por el episodio y por la actuación de Claire Danes. Andy Greenwald de Grantland.com lo llamó "una hora embriagadoramente intensa" y dijo de dos de las directoras "Claire Danes recibirá y debería recibir elogios por su actuación aquí" y "Mandy Patinkin es una maravilla como su compañera, un estudio en la quietud mientras trata de manejar una situación inmanejable". Scott Collura de IGN dio a "The Vest" una puntuación de 9/10, declarando que era "un excelente estudio de nuestros dos personajes principales" y que seguramente Danes ganaría premios por su actuación. Todd VanDerWerff de The A.V. Club dio al episodio una calificación de "A-" y elogió la polifacética representación danesa de la manía de Carrie y la habilidad de Damian Lewis para interpretar dos mitades casi irreconciliables de un personaje.